# Гродзиско-Дольне (гмина)
Гродзиско-Дольне (пол. Grodzisko Dolne) — сельская гмина (волость) в Польше, входит как административная единица в Лежайский повет, Подкарпатское воеводство. Население — 8177 человек (на 2004 год).

## Демография
| Перепись                       | Всего   | Всего | Женщины | Женщины | Мужчины | Мужчины |
| ------------------------------ | ------- | ----- | ------- | ------- | ------- | ------- |
| Единицы                        | человек | %     | человек | %       | человек | %       |
| Население                      | 8177    | 100   | 4100    | 50,1    | 4077    | 49,9    |
| Плотность населения (чел./км²) | 104,3   | 104,3 | 52,3    | 52,3    | 52      | 52      |

## Сельские округа
1. Гродзиско-Дольне
2. Гродзиско-Гурне
3. Гродзиско-Нове
4. Вулька-Гродзиска
5. Ходачув
6. Лящыны
7. Опалениска
8. Подлесе
9. Змыслувка
10. Гродзиско-Мястечко

## Соседние гмины
1. Гмина Бялобжеги
2. Гмина Лежайск
3. Гмина Трыньча
4. Гмина Жолыня